# Іст-Ридж (Теннессі)
Іст-Ридж (англ. East Ridge) — місто (англ. city) в США, в окрузі Гамільтон штату Теннессі. Населення — 22 167 осіб (2020).

## Географія
Іст-Ридж розташований за координатами 34°59′50″ пн. ш. 85°13′43″ зх. д. / 34.99722° пн. ш. 85.22861° зх. д. (34.997299, -85.228498).  За даними Бюро перепису населення США в 2010 році місто мало площу 21,44 км², уся площа — суходіл.

## Демографія
Згідно з переписом 2010 року, у місті мешкало 20 979 осіб у 9446 домогосподарствах у складі 5364 родин. Густота населення становила 978 осіб/км².  Було 10384 помешкання (484/км²).
Расовий склад населення:
| - 83,4 % — білих - 9,9 % — чорних або афроамериканців - 1,8 % — азіатів - 0,5 % — корінних американців - 0,2 % — вихідців з тихоокеанських островів - 2,3 % — осіб інших рас |

До двох чи більше рас належало 2,0 %. Частка іспаномовних становила 5,0 % від усіх жителів.
За віковим діапазоном населення розподілялося таким чином: 19,5 % — особи молодші 18 років, 62,9 % — особи у віці 18—64 років, 17,6 % — особи у віці 65 років та старші. Медіана віку мешканця становила 40,2 року. На 100 осіб жіночої статі у місті припадало 89,8 чоловіків;  на 100 жінок у віці від 18 років та старших — 87,6 чоловіків також старших 18 років.
Середній дохід на одне домашнє господарство  становив 46 112 долари США (медіана — 38 909), а середній дохід на одну сім'ю — 55 289 доларів (медіана — 48 996). Медіана доходів становила 32 356 доларів для чоловіків та 30 761 долар для жінок. За межею бідності перебувало 13,3 % осіб, у тому числі 14,7 % дітей у віці до 18 років та 6,6 % осіб у віці 65 років та старших.
Цивільне працевлаштоване населення становило 10 460 осіб. Основні галузі зайнятості: освіта, охорона здоров'я та соціальна допомога — 18,3 %, виробництво — 13,5 %, мистецтво, розваги та відпочинок — 12,6 %.